# East Chiltington
East Chiltington är en civil parish i Storbritannien.   Den ligger i grevskapet East Sussex och riksdelen England, i den södra delen av landet, 70 km söder om huvudstaden London. Antalet invånare är 474. Arean är 9,8 kvadratkilometer.
Terrängen i East Chiltington är huvudsakligen platt, men söderut är den kuperad.